# 수도권 신도시 철도 TX-3000계 전철

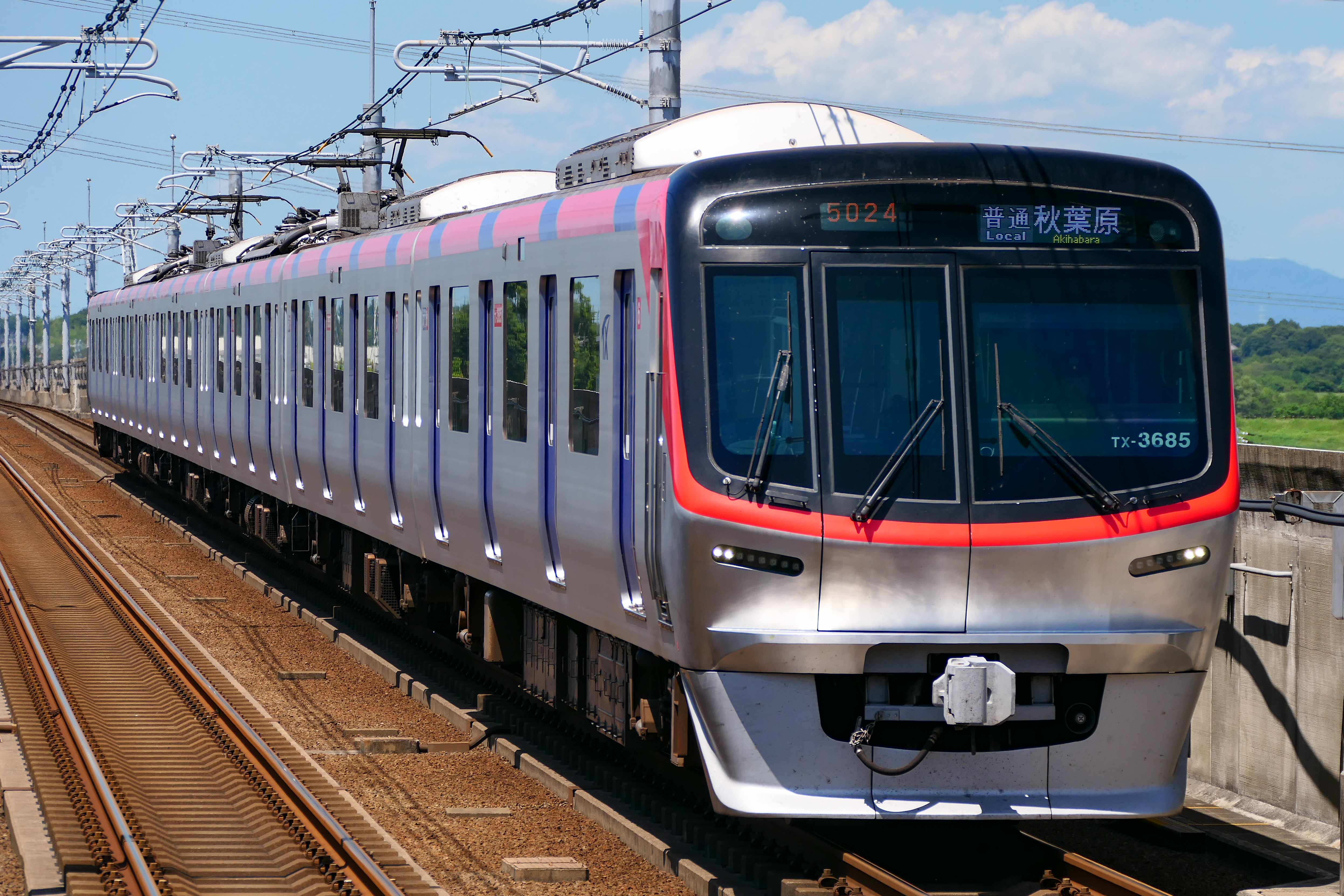
수도권 신도시 철도 TX-3000계 전철

수도권 신도시 철도 TX-3000계 전철  는 , 수도권 신도시 철도의  교류 직류 양용  통근형 전철 . 2020년 3월 14일의  다이어 개정보다 , 동사 쓰쿠바 익스프레스선에서 운용이 개시되었다 .

## 개요
쓰쿠바 익스프레스의 개업으로부터 약 10년이 경과해, 기존 노선으로부터의 전환이나 연선의 개발이 진행된 것으로의 급격한 인구 증가가 계속되고 있는 것 등에 수반해, 개업 당초는 하루 15만명 정도 이었던 승객 수가 2016년도는 약 35만명으로 증대해, 러쉬 시간대에 있어서 의 혼잡률이 상승하고 있는 상황에 있었다. 혼잡 완화를 도모하기 위해, 최혼잡 구간인 아오이역 - 기타센주역 사이를 포함한 아키하바라역-모리야역의 시간당 횟수를 22개에서 25개로 증편함으로써 승차율 을 저감시키는 것을 목적 로서 6량 고정 5편성 30량의 신규 도입이 2018년 6월에 발표되었다 .
츠쿠바 익스프레스에서는 연선 이용객 증가  2030년대 전반을 기준으로 8량 편성으로 증강한다. 그 때문에 당 형식도 중간에 전동차와 부수차 각 1량을 삽입한 8량 편성의 증강이 예정되어 있다.

## 해설

### 차내
내장은 기존 차량과 마찬가지로 올롱 시트의 좌석 배치로 되어 있으며, 1인분의 좌석 걸이 폭은 460mm, 일반석(문 사이 7인 걸이  청색 좌석 표지, 차 끝부분의 3인승 은 우선석으로 좌석 표지는 대체로 색으로 구별하고 있다  (일반석을 포함하여 쓰쿠바산 을 이미지한 모양들이). 우선석 중 1-3호차의 아키하바라 쪽과 4-6호차의 쓰쿠바 측면에 형상이 다른 「유니버설 디자인 시트」가 있다. 이것은 좌고를 높고, 얕게 함으로써 자리에 의한 신체적 부담이 경감된다는, 히타치 제작소 와 카와카미 모토미 등에 의해 설계된 시트로, GOOD DESIGN AWARD( 굿 디자인상 도 수상하고 있다 . 이 때문에, 본 계열에서는 기존 차량과는 달리, 일반 좌석을 포함하여 히타치 제작소제의 것을 채용하고 있다(기존 차량은 스미에 공업제였다). 이 좌석은 TX-3000계 외에 소테츠 12000계 전철 등에도 사용되고 있다.
차량의 외관상의 특징으로서, 역 정차시에 차량과 가동식 홈 울타리를 시인하기 쉬워지도록 문 부분이 청색으로 되어 있다. 목적지 표시기 에는 셀렉트 칼라 LED 식을 채용해, 시인성의 향상을 도모하고 있다.

### 승무원실
TX-3000계에서 처음으로 도입된 것과 특징으로서, 각 도어의 상부에의 42 인치 하프 액정식 차내 안내 표시기 ( PIS 장치・P assenger I nformation S ystem)의 설치, 짐 선반 이나 좌석 옆의 구획, 차단부의 관통 미닫이문 에 투명 강화 유리를 이용함으로써 개방감의 창출 등을 들 수 있다 . 측창 유리에는 UV( 자외선 ) 컷의 그린색의 착색 유리를 채용하고 있어, 차광용으로 커튼 을 설치한다  .
차내 안내 표시기(PIS 장치)는 광고 영상의 전달과 일본어, 영어, 중국어, 한국어의 4개 국어로의 여객 안내에 대응하고 있다. 다만, 광고 영상은 타사에서 실시하고 있는 것 같은 WiMAX 통신이나 밀리미터파를 사용한 리얼타임의 뉴스 전달이나 운행 정보의 전달에는 대응하고 있지 않다  . 도어 개폐시에는 도어 차임 울림 외에도 도어 개폐 표시등을 배치하고 있으며, 일반적인 도어 개폐시에 적색이 점멸하는 기능에 더하여, 역 접근시에 청색으로 도어 개방 방향을 예고 점등하는 기능을 갖추고  . 표시기의 우측에는, 치조 배치로 방범 카메라가 설치되어 있다.
운전대 는 왼손 조작식 원 핸들 마스콘 과 속도계·쌍침 압력계 등의 계기류    액정 모니터에 집약한 글래스 조종석 구조를  했다  . 이 액정 모니터는 전면 패널에 2화면과 오른쪽 소매부에 1화면이 설치되어 있어, 고장시에는 서로 백업할 수 있는 기능을 마련하고 있다.
휠체어 스페이스는 프리 스페이스라는 명칭이 되어, 휠체어 이용자 이외에 유모차 등도 이용 가능하며, 각 차량의 차단 부에 설치한다  . 이 공간에는 안전 난간, 벽면 난방기, 비상 통보 장치 를 설치한다  . 비상통보장치는 각 차량에 3대 설치되어 있다. 가죽 가죽은 기존 차량에 비해 각 차량 약 30개 증설되어 있다.

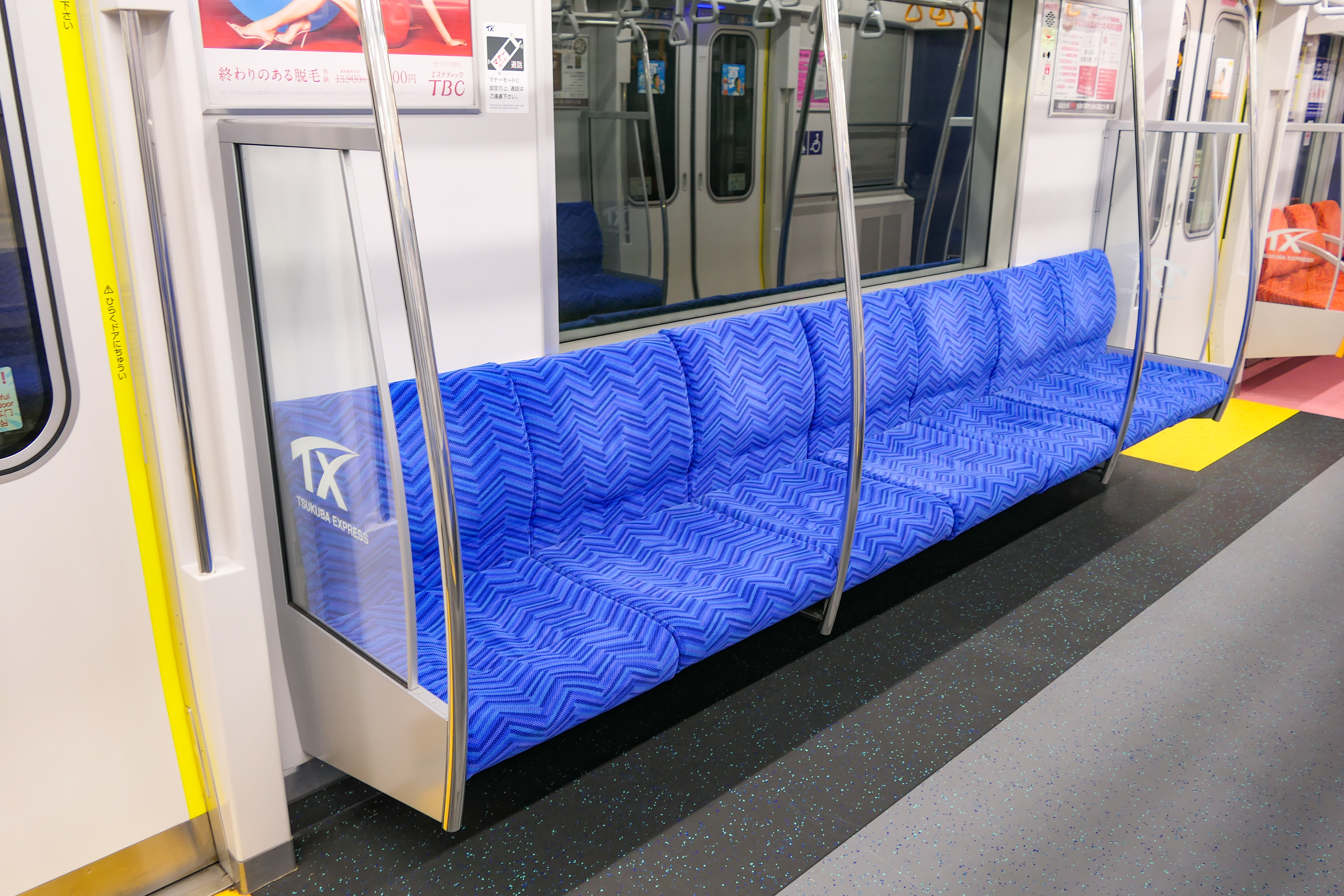
긴 시트
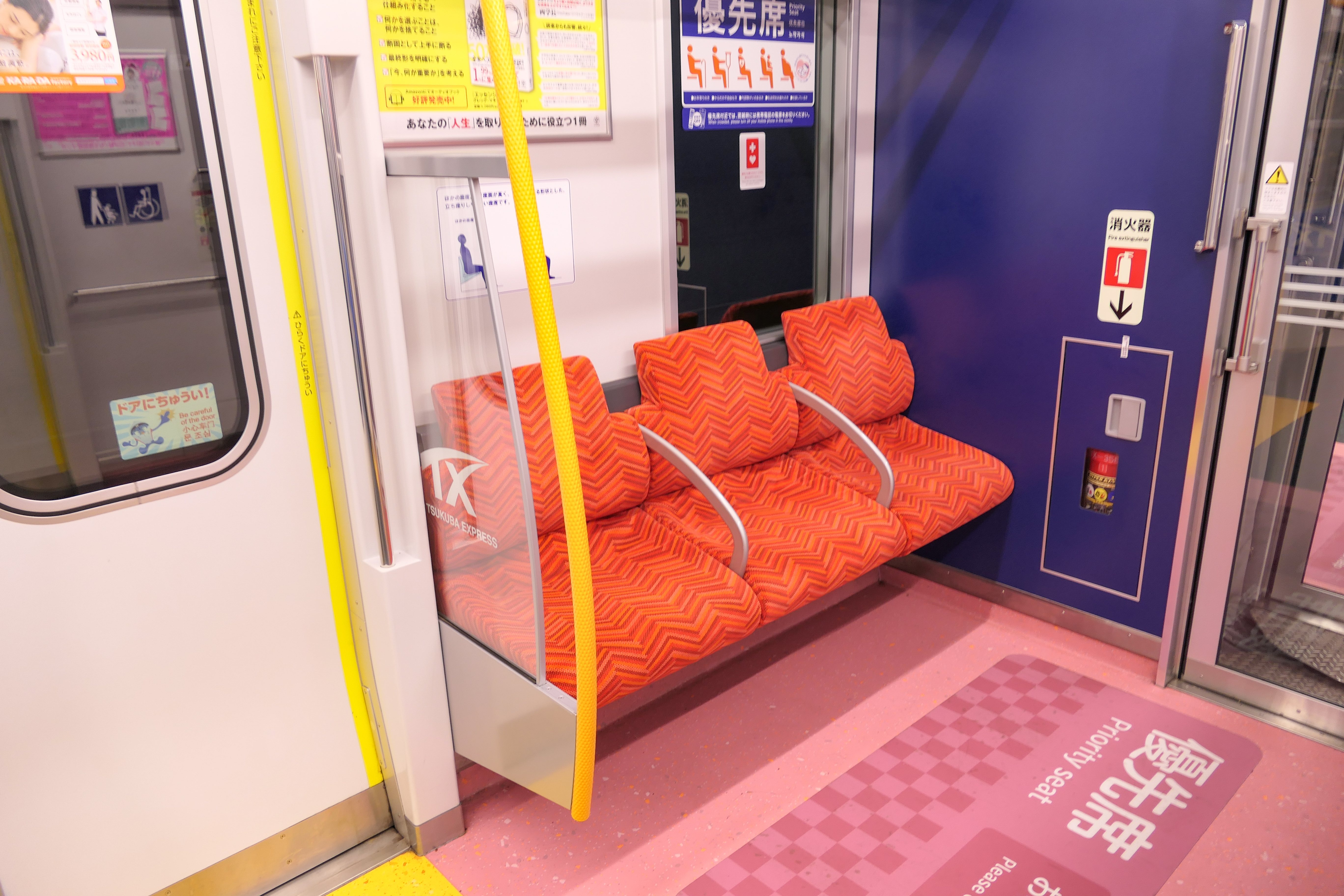
유니버설 디자인 시트(우선석)
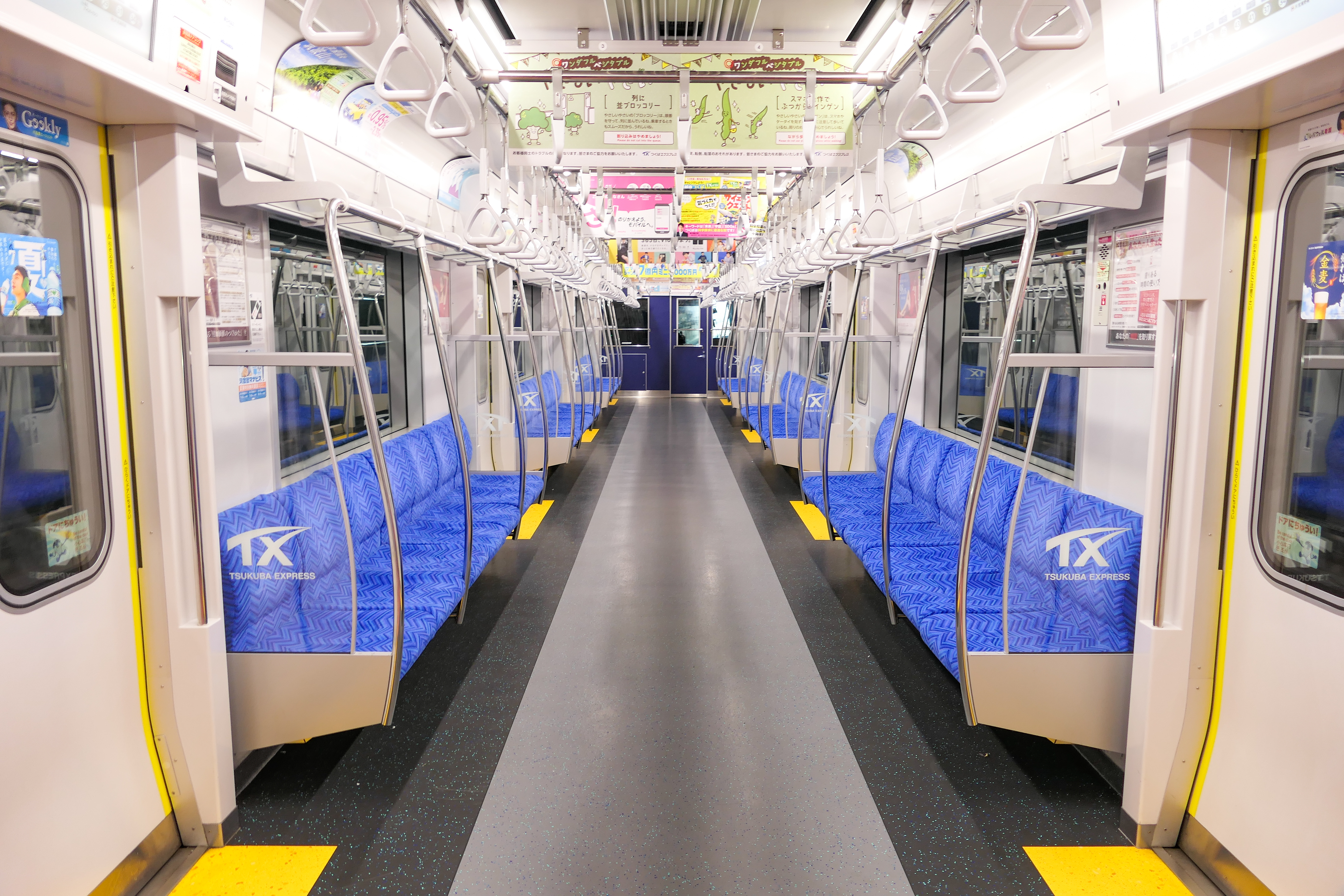
차내 (3681)
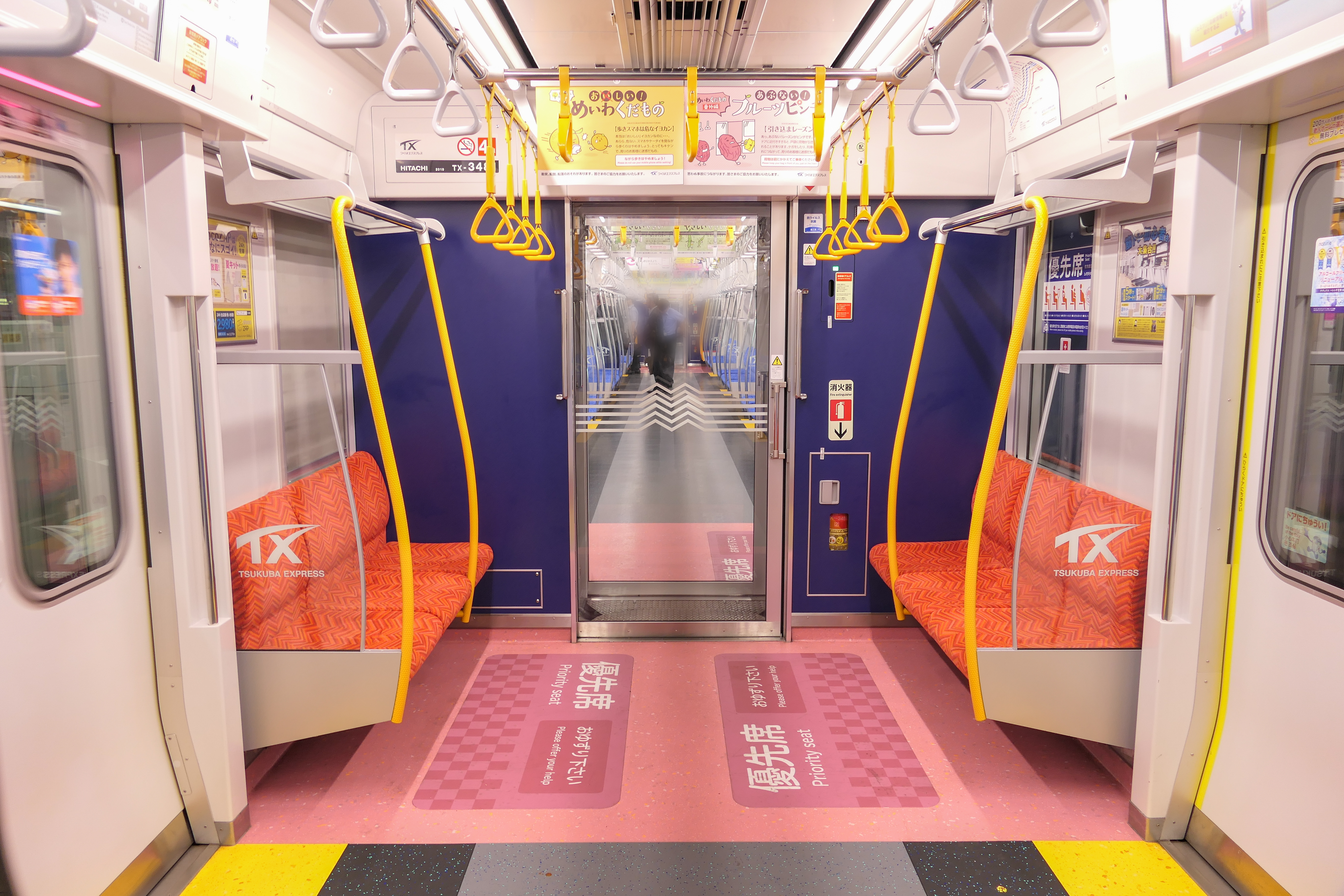
우선석 (3481)
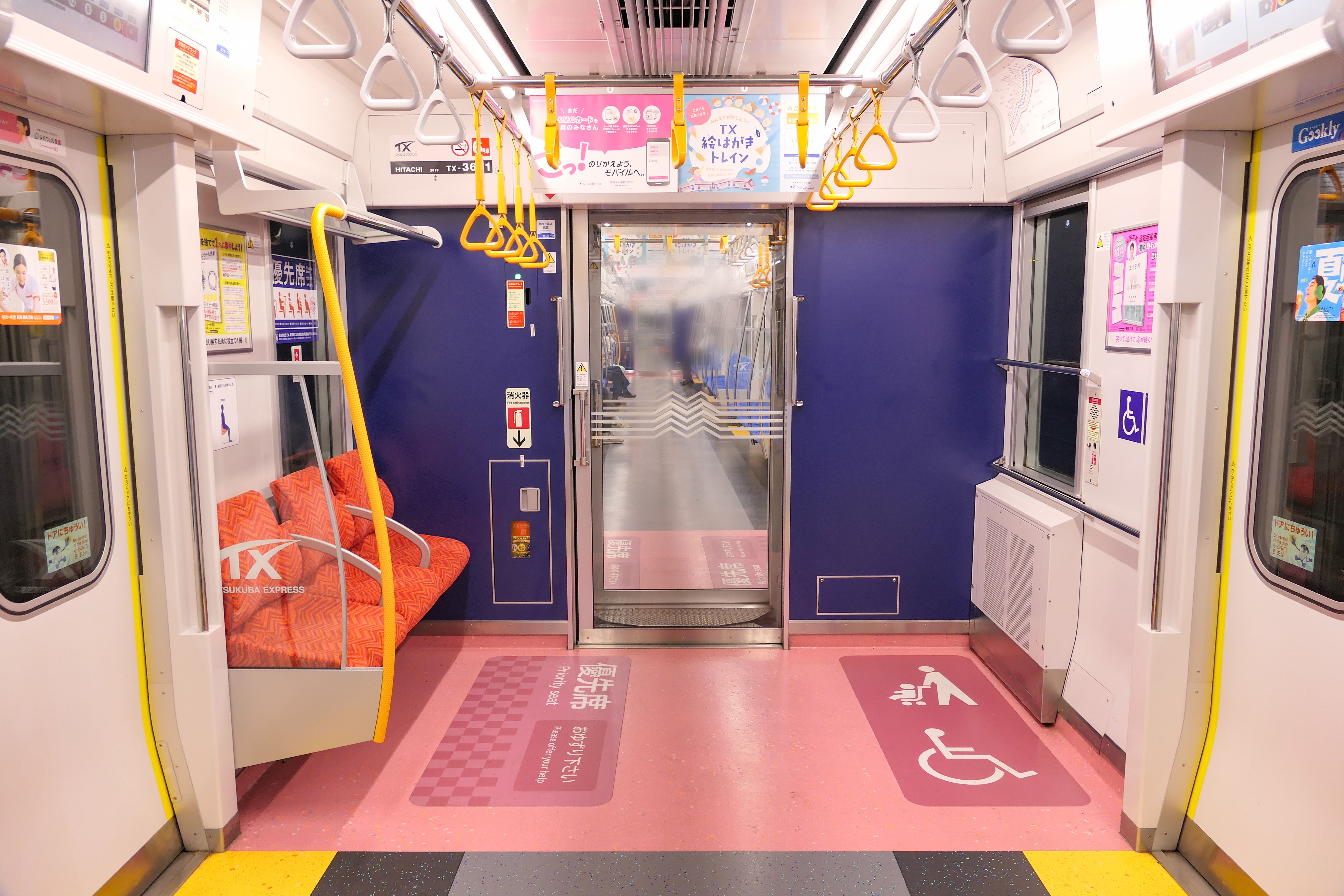
유니버설 디자인 시트(우선석・좌)와  자유 공간  (우)(3681)
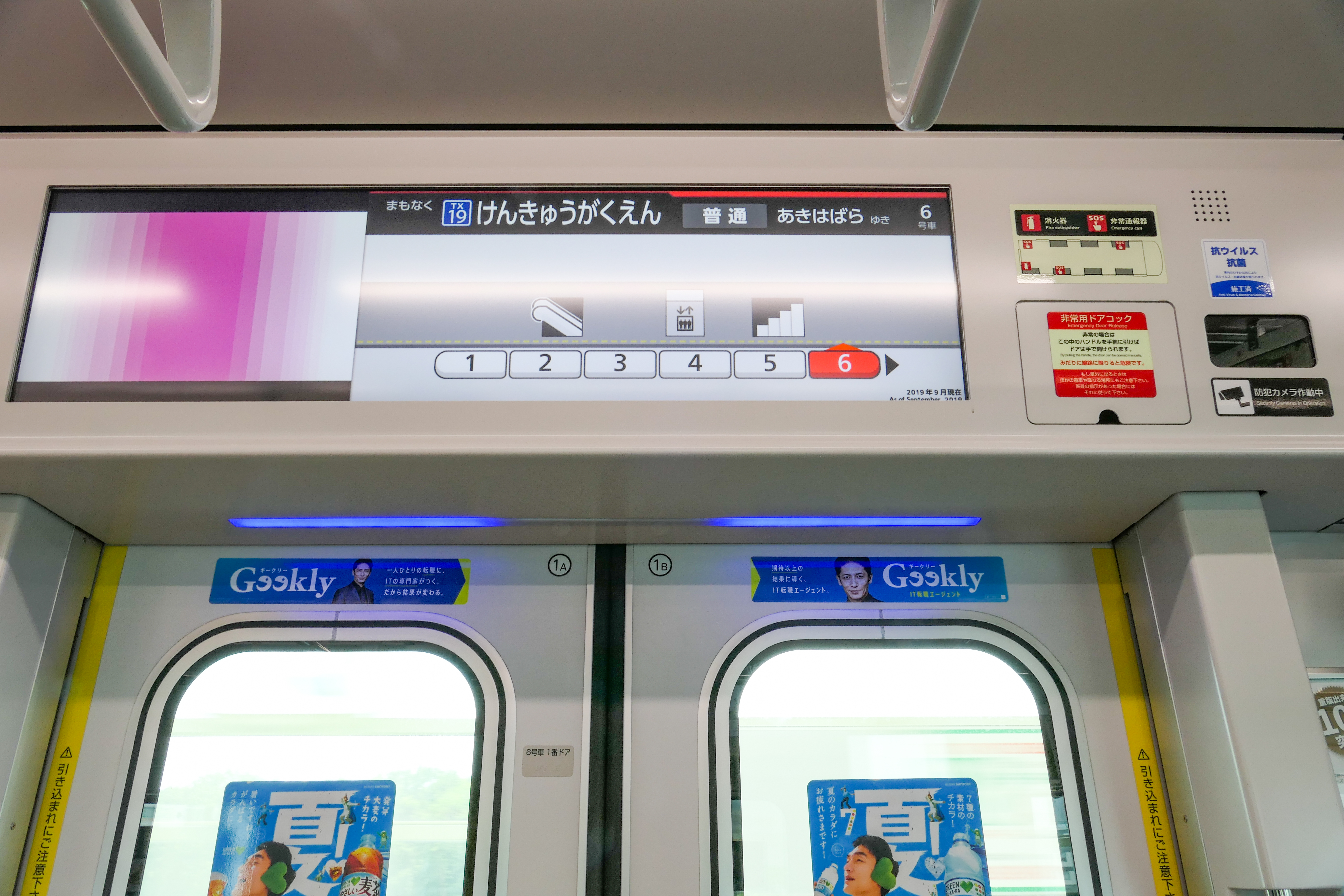
LCD식 차내 안내 표시기(3681)
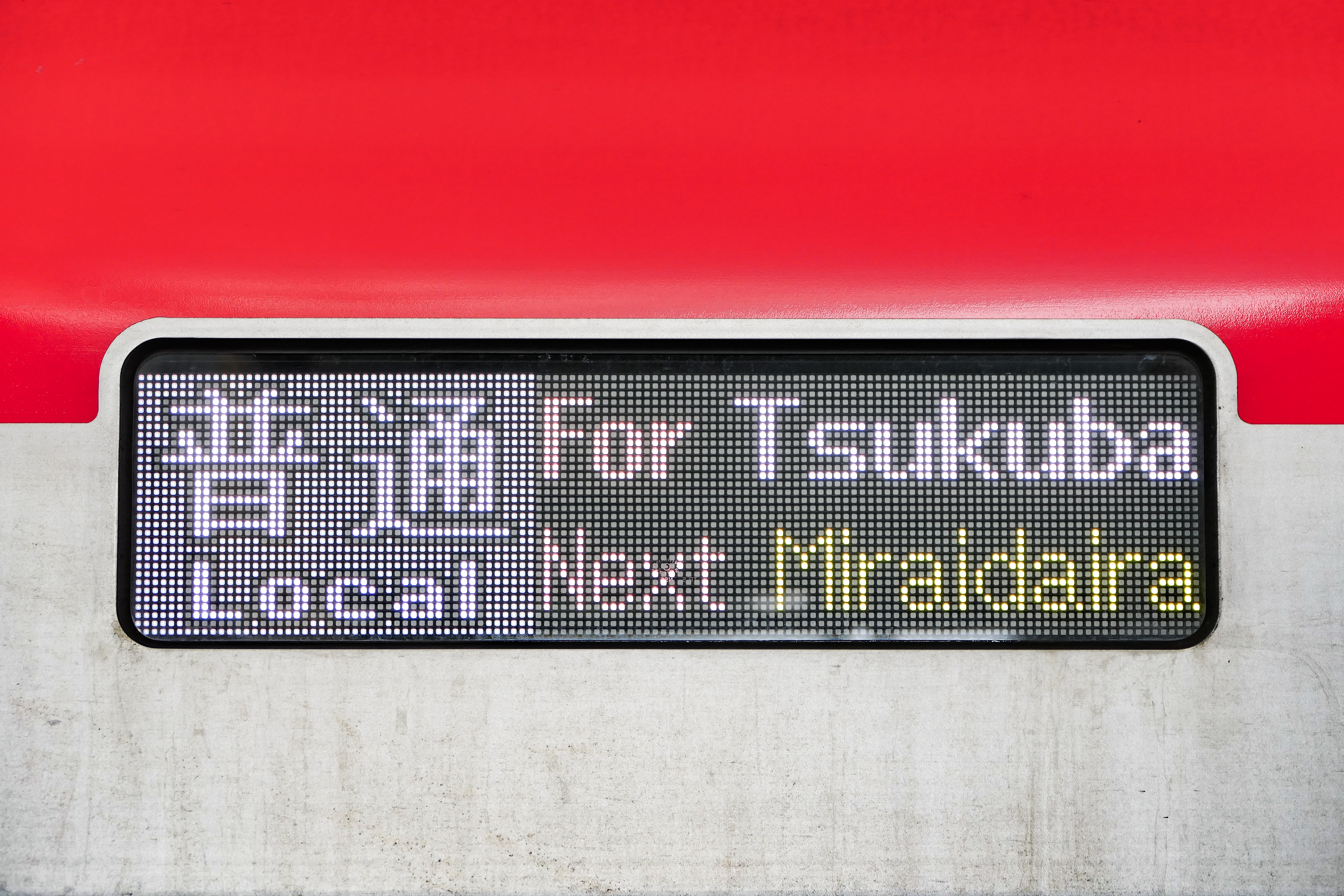
풀 컬러 LED식 목적지 표시기 (3681)

도폐장치(도어엔진)는 후지전기 FCPM 방식( 랙 앤 피니언 방식) 전기식 도폐장치를 채용하고 있다. 역 구내에 장시간 정차한 경우를 고려하여, 한정 개문 기능(한쪽 4개소의 문 중 3개소를 닫는 기능 )을 가진다  .
냉방장치는 집중식 가동률 제어 방식(ON/OFF 제어 방식)으로 능력 48.84kW(42,000kcal/h·CU719형) 제품이 탑재되어 있다. 공조 운전 모드는, 통상은 마이크로 컴퓨터에 의해 최적의 공조를 선택하는 「전자동」모드를 사용하지만, 수동에 의한 「냉방」 「제습」 「난방」 「송풍」을 선택할 수도 있다. 난방 은 각 좌석 아래에 시즈 와이어 히터를 설치한다  . 대부분의 측창은 고정식이며, 비상시의 차내 환기 때문에 각 차의 지붕 상에 비상 환기 장치를 1대 갖추고 있다. 공조장치에 인접하고 있으며, TX-3100형-3500형은 쓰쿠바 가까이에, TX-3600형은 아키하바라 쪽에 탑재된다  .

### 차체
대차는 가와사키 중공업 제의 축빔식 축상자 방식 볼스터리스 대차를 채용했다  . 형식은 TX-1000계·2000계와 같은 것으로, 동력 대차가 KW167형, 부수 대차는 KW168형이다  . 요댐퍼 를 구비하고 있으며, 기본 브레이크 는 동력 대차가 편압식 답면 브레이크 (유니트 브레이크), 부수 대차가 유닛 브레이크에 더해 1축 2장의 디스크 브레이크를 병용한다  .

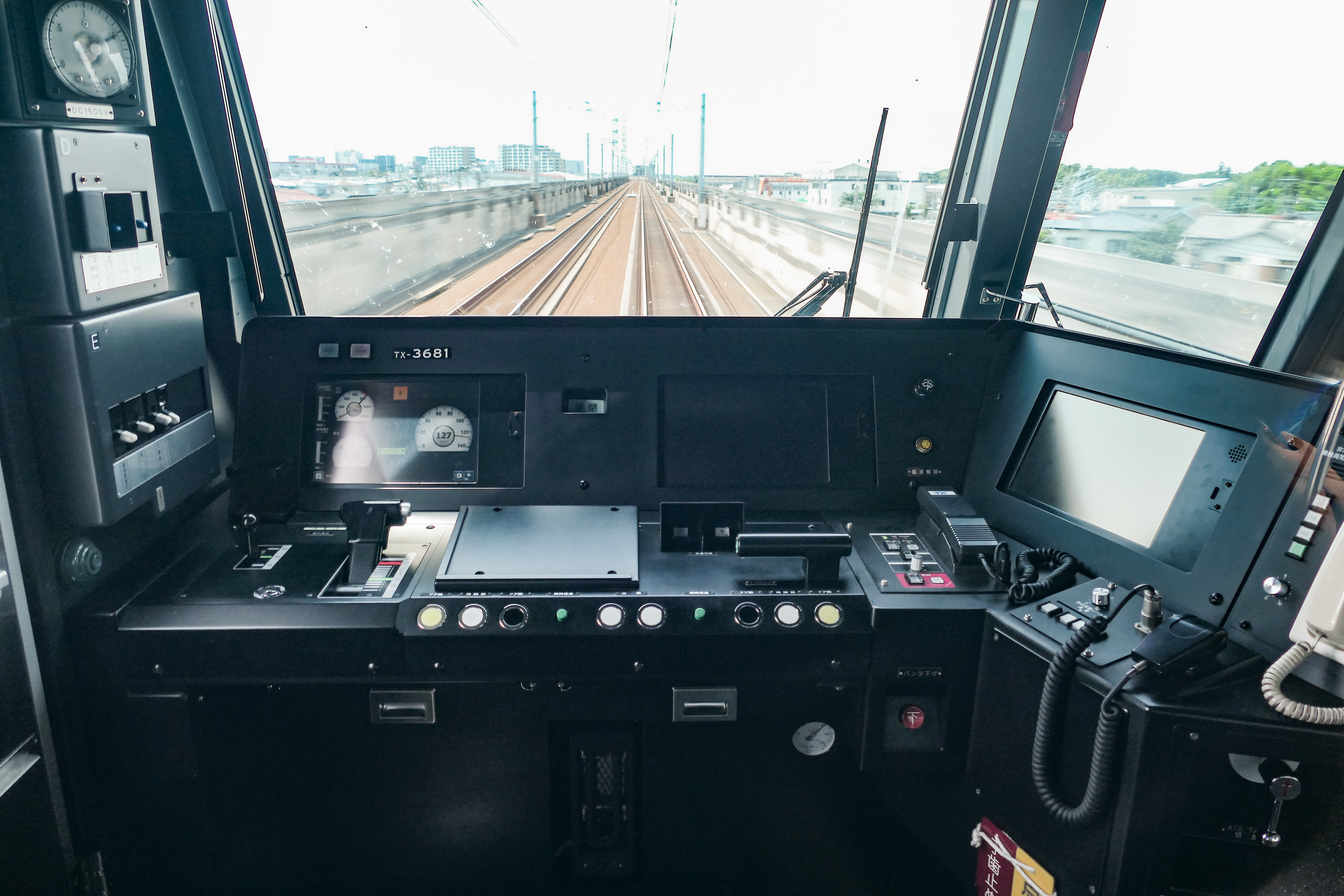
운전석 (3681)

### 주행 기기 등
주 변압기, 주변환장치, 주전동기(주회로기기), 보조전원장치, 차량제어정보관리장치 ( Synaptra ), 보안장치 등은 히타치제작소가 제작했다  . 바닥 바닥 기기는 더블 스킨 구조 의 일부인 마운팅 레일(커튼 레일 모양의 걸림 홈)에 볼트로 매달는  . 주 변압기는 1 차 권선이 1,563 kVA, 2 차 권선이 1,300 kVA, 3 차 권선이 263 kVA의 용량을 갖추고있다.
주 변환 장치는 Full SiC - MOSFET 소자를 사용한 2 레벨 VVVF 인버터 제어 방식이다  . 제어 방식은 1대의 주변환장치에 주전동기 2대를 제어하는 인버터를 2군 탑재한 1C2M2군 제어를 채용하고 있다. 주전동기는 190kW 출력의 전폐외 부채식 바구니형 3상 유도 전동기이다  .
브레이크 장치는 회생 브레이크 병용 전기 지령식 공기 브레이크 로, 보안 브레이크, 내설 브레이크 기능을 갖는다  . 지연 제어는 Synaptra에 의해 조직 전체에서 수행된다  . 전동공기압축기 (CP)는 독일 · 크놀브렘 제제로, 윤활유 가 불필요한 오일 프리 레시프로식(VV180-T형)을 채용하고 있다  . 토출량은 1,300L/min, 1편성으로 2대를 탑재한다  .
보조 전원 장치는 SiC 소자를 사용한 200kVA 용량의 정지형 인버터 (SIV·출력 전압 3상 교류 440V)를 편성으로 2대 탑재했다  . SIV는, 출력하는 교류파형을 동기시킨 「병렬 동기 운전」을 행하고 있다. 양 선두차에 탑재하는 축전지는, 부하가 증가한 것으로부터 80Ah에서 100Ah로 증강했다.
차량 제어 정보 관리 장치에는 히타치제작소제의 Synaptra를 채용하고 있어, 차량간의 전송로에 이더넷 케이블을 사용함으로써 대용량의 데이터 통신이 가능하다  . 열차 무선 장치는 디지털 방식 공간파 무선을 탑재하고 있어 승무원 - 종합 지령소간의 통화에 가세해 방호 발보 기능, 비상 통보기-종합 지령소간 통화 기능, 종합 지령소에서 열차내로의 방송 기능 등을 갖추고 있다.
ATC 와 ATO, TASC를 탑재해, 운전사 의 버튼 조작 하나(실제로는, 마스콘 의 노치 넣어, 즉 레버를 당기는 조작)로 가속으로부터 정차까지를 자동으로 실시하게 되어 있다.

## 참고문헌
| \| \| ← つくば秋葉原 → \| \| \| \| \| \| \| 호차 \| 1 \| 2 \| 3 \| 4 \| 5 \| 6 \| \| 형식 \| TX-3100형 </br> (CT1) \| TX-3200형 </br> (M1) \| TX-3300형 </br> (M2) \| TX-3400형 </br> (M1 ') \| TX-3500형 </br> (M2 ') \| TX-3600형 </br> (CT2) \| \| 탑재 장비 \| CP,BT \| MTr,CI \| CI,SIV \| MTr,CI \| CI,SIV \| CP,BT \| \| 무게 \| 30.7t \| 37.9t \| 34.3t \| 37.6t \| 34.8t \| 31.7t \| \| 정원 \| 140명 \| 151명 \| 151명 \| 151명 \| 151명 \| 140명 \| \| 좌석 정원 \| 45명 \| 51명 \| 51명 \| 51명 \| 51명 \| 45명 \| | |                      |                      |                        |                        |                       |
| 형식 - CT: 제어 차량 - M: 전동차 | 장비 - MTr：주변압기 (Main-Transformer) - CI：주변환장치 (Converter·Inverter) - CP：전동 공기 압축기 (Compressor) - SIV: 정지형 인버터 - BT: 축전지(배터리) |                      |                      |                        |                        |                       |
| | ← つくば秋葉原 → |                      |                      |                        |                        |                       |
| 호차 | 1 | 2                    | 3                    | 4                      | 5                      | 6                     |
| 형식 | TX-3100형 </br> (CT1) | TX-3200형 </br> (M1) | TX-3300형 </br> (M2) | TX-3400형 </br> (M1 ') | TX-3500형 </br> (M2 ') | TX-3600형 </br> (CT2) |
| 탑재 장비 | CP,BT | MTr,CI               | CI,SIV               | MTr,CI                 | CI,SIV                 | CP,BT                 |
| 무게 | 30.7t | 37.9t                | 34.3t                | 37.6t                  | 34.8t                  | 31.7t                 |
| 정원 | 140명 | 151명                | 151명                | 151명                  | 151명                  | 140명                 |
| 좌석 정원 | 45명 | 51명                 | 51명                 | 51명                   | 51명                   | 45명                  |

- 팬터그래프는 TX-3200형, TX-3400형에 탑재.
- 양 선두차에는 보안 장치로서 ATC/ATO 장치, ATO 차상자, 도폐 제어 전환 장치를 탑재.
- TX-3600형에는 마루 아래에 열차 무선 장치와 무선 안테나 4기(마루하 측면)를 설치.
- 정지형 인버터 외에 양 선두차에는 환기용 인버터를 탑재.

## 같이 보기
- 수도권 신도시 철도 TX-1000계 전철
- 수도권 신도시 철도 TX-2000계 전철